# 内田町 (横浜市)
内田町（うちだちょう）は、神奈川県横浜市中区の町名。住居表示未実施で、設置当初は1～12丁目の字丁目が設けられていたがのちに廃止された。

## 地理
中区北西部の、横浜みなとみらい21地区に位置する。日本丸交差点付近から横浜銀行本店ビル・横浜ランドマークタワーの間にかけての都市計画道路栄本町線の道路部分、そこから南西に折れて横浜銀行本店ビル低層部分とその先の首都高速神奈川1号横羽線の高架に架かるまでの部分、JR根岸線桜木町駅と横浜駅との間のうち、並行する国道16号の雪見橋国道際交差点と桜木町6丁目交差点の間に相当する部分が町域となる。面積は0.024km²で、その大部分が道路や線路敷、銀行の建物であり人口は0人である。

## 歴史

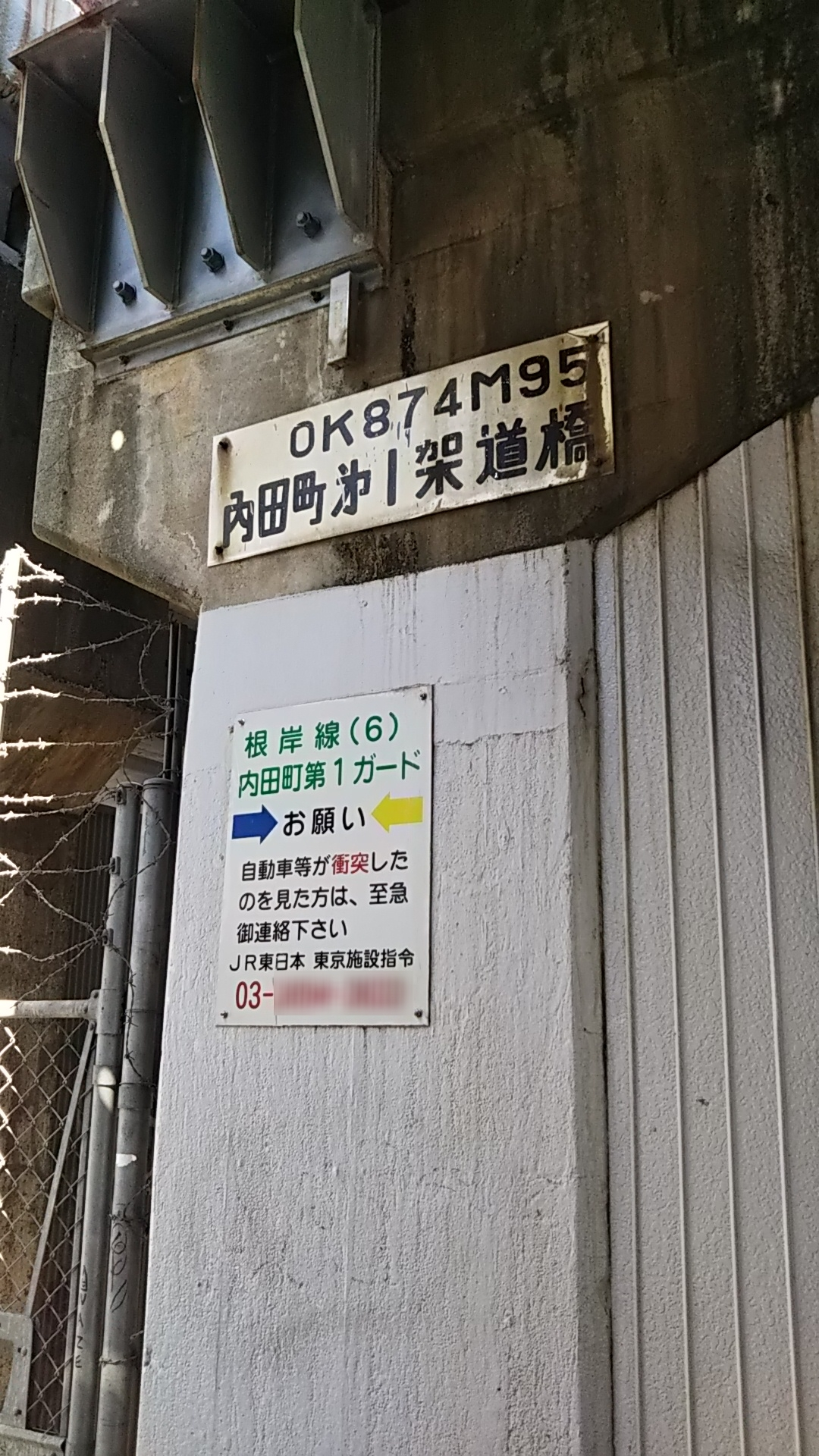
根岸線の内田町第1架道橋。所在地は西区桜木町7丁目

1869年（明治2年）3月より、久良岐郡戸部村地先の野毛浦から石崎にかけての海面15万坪が、品川駅－横浜駅（現：桜木町駅）間の鉄道敷設を目的として埋め立てられた。工事の請負人は内田清七と福島屋長兵衛で、主要部分は1870年5月に竣工した。埋立地は1872年（明治5年）に、工事に尽力した内田清七と福島屋長兵衛から横浜町字内田町および福長町と名付けられた。1879年7月には、内田町の海側に隣接して橘町、さらにその海側に緑町が成立した。これらは1889年（明治22年）に市政施行により横浜市の町名となる。1896年に横浜船渠が稼働を始めると、内田町と橘町、緑町には職工の住居や船員の宿舎ができた。1903年の横浜市第1回人口統計および横浜経済文化事典によると、内田町には348戸があり、1,711人の住民が暮らしていた。1923年9月1日に発生した関東大震災では町内の全戸が倒壊し、火災により焼き尽くされた。28人の死者が出たが、大半の死因は圧死と見られている。1927年（昭和2年）に、区制施行により横浜市中区の一部となる。1944年8月には、造船所を守るため防空法が施行され、県知事命令により内田町・橘町・緑町の全222戸が建物疎開のために取り壊された。
当初は1～12丁目が設けられていたが、1887年に3～5丁目を長住町（のちの緑町、現在のみなとみらい）に編入し、内田町1～8丁目に再編。1944年に、西区設立により6～8丁目が西区の所属となる。西区部分は1966年5月1日に高島1丁目および緑町に編入された。中区部分の町内の大半を占めていた、貨物専用の東横浜駅は1979年に廃止され、跡地は桜木町駅の駅前広場や横浜みなとみらい21として再開発された。平成に入り、現在の町域を除く部分は桜木町1丁目に編入された。その時期は1989年から1992年の間と推測されるが不詳である。

## その他

### 日本郵便
- 郵便番号：231-0061[3]（集配局：横浜港郵便局[17]）

### 警察
町内の警察の管轄区域は以下の通りである。
| 番・番地等 | 警察署         | 交番・駐在所   |
| ---------- | -------------- | -------------- |
| 全域       | 伊勢佐木警察署 | 桜木町駅前交番 |